# Автомагістраль М50 (Велика Британія)
Автомагістраль M50 — двосмугова автомагістраль у Вустерширі, Глостерширі та Герефордширі, Англія. Її іноді називають відрогом Росса, довжина її становить 35 км, з’єднанує автомагістралі M5 з точкою поблизу Росс-он-Вай, де вона з’єднується з дорогою A40, що веде на захід до Уельсу. Автомагістраль була повністю відкрита в 1962 році.

## Маршрут
M50 проходить між розв’язкою 8 автомагістралі M5, 6.4 км NNE від Тьюксбері на кордоні Глостершир - Вустершир; і перехрестя з A449, A40 і A465 («Heads of the Valley Road»), що спрямовує рух до Південного Уельсу.
Виїжджаючи з M5 на розв’язці 8, він проходить на північ від Тьюксбері, потім на південь від Ледбері. Між перехрестями 1 і 2, головним чином для цих міст відповідно, він перетинає річку Северн по мосту Квінхілл і Віадук над заплавою. Проїхавши на північ від Ньюенту, автомагістраль закінчується на розв’язці 4.

## Історія

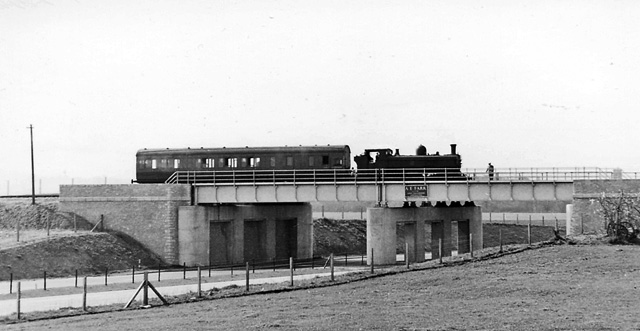
Поїзд, що їде по нещодавно побудованому віадуку на залізниці Тьюксбері та Малверн – лінію мали демонтувати через кілька років

Роботи по будівництву М50 були здійснені за чотирма контрактами:
- Контракт 1 було укладено з Tarmac Construction[1]
- Контракти 2 і 3 були укладені з RM Douglas Construction[1]
- Контракт 4 було укладено з AE Farr Ltd[1]

Обидва контракти були укладені між 1958 і 1962 роками:
3 березня 1958 року Гарольд Уоткінсон, міністр транспорту та цивільної авіації, запустив стартову ракету під час церемонії відкриття в Герефордширі, щоб оголосити про початок будівництва M50. Розв'язки з 1 по 4 відкрили в 1960 році, а ділянку між М5 і розв'язкою 1 - у 1962 році.
Маршрут утворює стратегічний (тобто магістральний або головний) шлях від Мідлендса та північної Британії до Південного Уельсу (також включає A449 та A40, тому був побудований як першочерговий). Це одна з небагатьох британських автомагістралей, які не були розширені,  натомість зберігши оригінальне розташування з двох смуг у кожному напрямку.

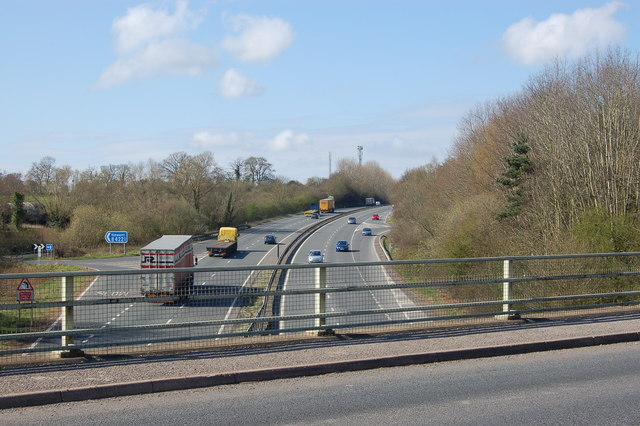
Додаткова розв’язка 3 виїжджає, якщо дивитися з прилеглого другорядного мосту